# Glenda Rondán
Glenda Eulalia del Rosario Rondán Freira (Melo, Cerro Largo, 3 de febrero de 1946) es una profesora de literatura y política uruguaya; actualmente perteneciente al Frente Amplio.

## Biografía
Casada con Washington Romeo, tuvo tres hijos: Gabriel, Alejandra, y Washington Hugo (fallecido en 2005).
Egresada como docente de Literatura del Instituto de Profesores Artigas (IPA).

## Actuación política
Militó en el Partido Colorado desde la adolescencia. Durante los años 1960 fue secretaría de los diputados Luis Bernardo Pozzolo y Julio María Sanguinetti (quien después fuera dos veces presidente de la República).  Durante la dictadura fue secuestrada y detenida en una unidad militar.
En las elecciones de 1999 en las cuales Jorge Batlle Ibáñez conquistó la presidencia de la República, Rondán resultó elegida diputada por la Lista 15, desempeñando el cargo en el periodo 2000-2005 fue vicepresidenta de cámara, llegando a ocupar la titularidad de la presidencia de la cámara de diputados. Se ha destacado siempre como una luchadora por los derechos de las mujeres; junto a las también diputadas Beatriz Argimón, Lucía Topolansky y Margarita Percovich constituyeron la llamada "Bancada Femenina", integrada por mujeres de todos los partidos. Integró la Comisión de Equidad y Género, que presidió en 2001.
Electa edila suplente en varias ocasiones, a partir de 1984, por el departamento de Montevideo
En 2009 acompañó la precandidatura presidencial de José Amorín Batlle en el sector Batllismo siglo XXI con su agrupación "Contra viento & marea", obteniendo  un lugar en la Convención Nacional del Partido. Para la segunda vuelta, Rondán expresó que, a diferencia de lo que había recomendado su partido, no votaría al candidato Luis Alberto Lacalle, del Partido Nacional; sino que lo haría por el candidato del Frente Amplio, José Mujica.
No hizo militancia por ningún candidato en las elecciones municipales de mayo de 2010.
El 20 de junio de 2010 Rondán anunció su paso al Frente Amplio junto con una columna batllista liderada por ella.
Rondán se desempeñó como asesora en temas de género y equidad, y en 2015 fue designada como titular de los centros del Ministerio de Educación y Cultura.

## Otras actividades
En 2007 actuó, junto con la diputada blanca Beatriz Argimón y varias actrices y mujeres públicas uruguayas, en la obra teatral Los monólogos de la vagina, a beneficio de la Casa de la Mujer y en aras de denunciar la violencia contra la mujer.